# Европейский хариус
Европейский хариус (лат. Thymallus thymallus) — вид пресноводных рыб подсемейства хариусовых семейства лососёвых. Это типовой вид рода. Широко распространён на территории Европы от Великобритании и Франции до Уральских гор в России.

## Описание

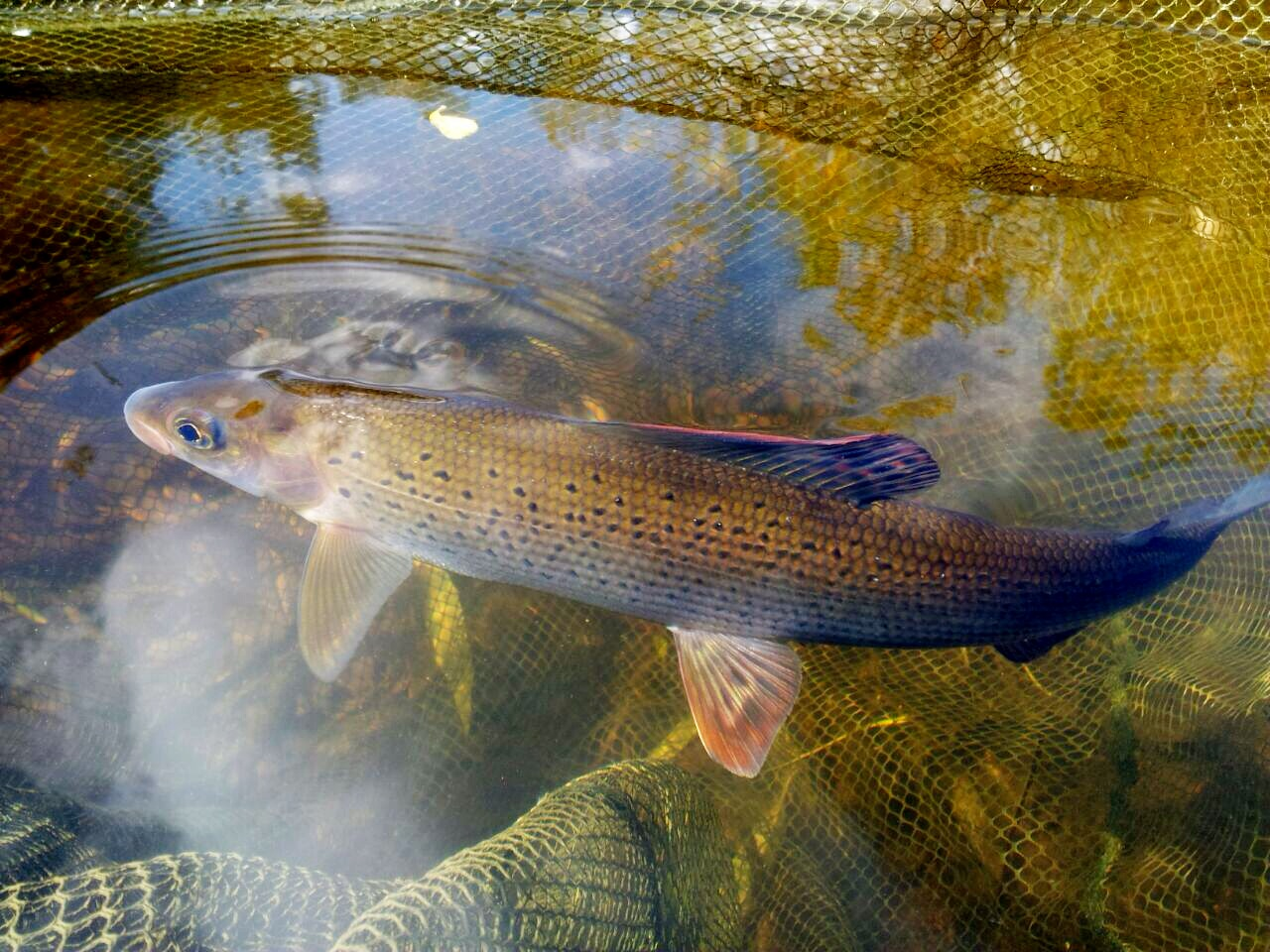
Европейский хариус в воде (Уай, Великобритания)

Максимальная длина европейского хариуса — 60 см, а максимальная масса — 6,7 кг. В спинном плавнике 5—8 жёстких и 12—17 мягких лучей. В анальном плавнике 3—4 жёстких и 9—10 мягких лучей. Верхняя челюсть достигает переднего края глаза. Грудные плавники серые, без красных пятен. На теле нет красных пятен. Спинной плавник сероватый с параллельными рядами круглых тёмных точек. Жаберных тычинок 19—30. Максимальная продолжительность жизни — 14 лет.
Хариусы предпочитают холодную чистую воду в реках и ручьях, реже в озёрах. Хариусы питаются ракообразными, насекомыми, пауками, моллюсками и более мелкими рыбами, такими как гольяны.

## Охрана
Европейский хариус подлежит охране: он в списке III приложения Бернской конвенции.
Вид занесён в Красную книгу России, а также Красную книгу Ярославской области, Челябинской области, Кировской области, Республики Башкортостан, Украины, Германии и Беларуси.

## Рыболовство
В Великобритании рыбу можно поймать в течение всего сезона рыбной ловли (с 16 июня по 14 марта) на мушку. Хариуса ловят на следующие мушки: the grayling witch, klinkhamers, czech nymphs и red tags.
Во Франции сезон ограничен несколькими факторами. Река Алье — одно из немногих мест в южной Европе, где европейские хариусы обитают в естественной среде. Эта рыба очень ценится французами, и её вкусовые характеристики хорошо сочетаются с лёгким вином.
В Карелии хариус — ценная промысловая рыба. Как правило, местные жители ловят его на «кораблик», а рыболовы-спортсмены — на спиннинг с помощью блёсен. Вылов ограничивается лишь нерестовыми запретами. Хариуса, как правило, едят сырым, в засоленном виде (так называемая строганина).

## Примечания

Хариус, пойманный на блесну в Сегозере (Республика Карелия, Российская Федерация)